# Приміське (Маріупольський район)
Приміське́ (до 2016 року — Радянська Україна) — село в Україні, у Маріупольській міській громаді Маріупольського району Донецької області.

## Географія
Село Приміське розташоване за 121 км від обласного центра — Донецька. Відстань до смт Мангуш становить близько 14 км та проходить автошляхом міжнародного значення М14E58. Землі села межують з територією міста Маріуполь.

## Населення
За даними перепису 2001 року населення села становило 354 особи, з них 73,16 % зазначили рідною мову українську та 24,58 % — російську.